# Eleutherodactylus cundalli
Eleutherodactylus cundalli é uma espécie de anfíbio  da família Eleutherodactylidae.
É endémica da Jamaica.
Os seus habitats naturais são: florestas subtropicais ou tropicais húmidas de baixa altitude, áreas rochosas e cavernas.
Está ameaçada por perda de habitat.